# Don't Say a Word
Don't Say a Word är en film från 2001 i regi av Gary Fleder, baserad på Andrew Klavans roman Säg inte ett ord.

## Handling
En läkare får sin dotter kidnappad. Kidnapparen vill dock inte ha pengar, utan en sifferkod som endast läkarens psykiskt störda 18-åriga patient vet, som han inte på något sätt kan nå. Han måste försöka bygga upp en relation och förtroende till patienten, men hon har ett mörkt förflutet och är rädd att något ska hända om hon avslöjar koden...

## Om filmen
Filmen är inspelad i Toronto, New York och Whitby. Den hade världspremiär i Norfolk i Virginia den 24 september 2001 och svensk premiär den 30 november samma år. I Sverige är åldersgränsen 15 år.

## Rollista (urval)
- Michael Douglas - doktor Nathan Conrad
- Sean Bean - Patrick B. Koster
- Brittany Murphy - Elisabeth Burrows
- Skye McCole Bartusiak - Jessie Conrad
- Famke Janssen - Aggie Conrad
- Oliver Platt - doktor Louis Sachs

## Musik i filmen
- Funky Cold Medina, skriven av Matt Dike, Michael Ross och Marvin Young, framförd av Tone Lōc
- 5 By Steve, skriven och framförd av Steve Weisberg
- Fee Fie Foo, skriven av Louis Prima, Keely Smith och Barbara Belle, framförd av Louis Prima
- Musik från filmen Ensam hemma, skriven av John Williams
- Promises, skriven av India.Arie och Paige Lackey, framförd av India.Arie
- Pride and Joy, skriven av Marvin Gaye, William Stevenson och Norman Whitfield, framförd av Marvin Gaye
- Dream a Little, Dream of Me, skriven av Fabian Andre, Gus Kahn och Wilbur Schwandt, framförd av Ella Fitzgerald
- Pink Toenails, skriven av Laura Lynch Tull och Martie Maguire, framförd av Skye McCole Bartusiak